# Campionati mondiali di tiro a volo 1995
I campionati mondiali di tiro 1995 furono la ventiseiesima edizione dei campionati mondiali di questo sport e si disputarono a Nicosia.

## Risultati

### Uomini

#### Fossa olimpica
| Evento      | Oro                                                          | Oro       | Argento                                                  | Argento   | Bronzo                                              | Bronzo    |
| Evento      | Atleta                                                       | Risultato | Atleta                                                   | Risultato | Atleta                                              | Risultato |
| Individuale | Giovanni Pellielo                                            | 148       | Michael Diamond                                          | 147       | Francesco Amici                                     | 147       |
| A squadre   | Italia Giovanni Pellielo Marcello Tittarelli Marco Venturini | 368       | Australia Michael Diamond Russell Mark Filippo Petriella | 367       | Stati Uniti Brian Ballard Lance Bade Joshua Lakatos | 363       |

#### Double trap
| Evento      | Oro                                              | Oro       | Argento                                            | Argento   | Bronzo                                          | Bronzo    |
| Evento      | Atleta                                           | Risultato | Atleta                                             | Risultato | Atleta                                          | Risultato |
| Individuale | Steve Haberman                                   | 188       | Waldemar Schanz                                    | 187       | Jiří Gach                                       | 185       |
| A squadre   | Italia Daniele Di Spigno Mirco Cenci Albano Pera | 420       | Australia Steve Haberman Russell Mark Craig Tilley | 417       | Stati Uniti Steve Puls Lance Bade Bret Erickson | 413       |

#### Skeet
| Evento      | Oro                                                | Oro       | Argento                                          | Argento   | Bronzo                                                  | Bronzo    |
| Evento      | Atleta                                             | Risultato | Atleta                                           | Risultato | Atleta                                                  | Risultato |
| Individuale | Abdulá al-Rashidi                                  | 148       | Valeri Timojin                                   | 148       | Hennie Dompeling                                        | 147       |
| A squadre   | Romania Attila Iosif Ciorba Marin Matei Ioan Toman | 362       | Italia Andrea Benelli Ennio Falco Bruno Rossetti | 360       | Georgia David Kvatadze Tamaz Imnaishvili Givi Shengelia | 360       |

### Donne

#### Fossa olimpica
| Evento      | Oro                                                       | Oro       | Argento                                            | Argento   | Bronzo                                           | Bronzo    |
| Evento      | Atleta                                                    | Risultato | Atleta                                             | Risultato | Atleta                                           | Risultato |
| Individuale | Frances Strodtman                                         | 121       | Deena Julin                                        | 119       | Satu Makela                                      | 116       |
| A squadre   | Stati Uniti Deena Julin Denise Morrison Frances Strodtman | 353       | Italia Cristina Bocca Roberta Pelosi Paola Tattini | 342       | Finlandia Satu Makela Satu Pusila Tiina Viljanen | 341       |

#### Doubletrap
| Evento      | Oro                                                     | Oro       | Argento                               | Argento   | Bronzo                                            | Bronzo    |
| Evento      | Atleta                                                  | Risultato | Atleta                                | Risultato | Atleta                                            | Risultato |
| Individuale | Deborah Gelisio                                         | 149       | Gema Usieto                           | 141       | Xu Xiang                                          | 140       |
| A squadre   | Italia Nadia Innocenti Deborah Gelisio Giovanna Pasello | 323       | Cina Ding Hongping Wang Yujin Xu Xing | 310       | Stati Uniti Deena Julin Kim Rhode Theresa Wentzel | 306       |

#### Skeet
| Evento      | Oro                                              | Oro       | Argento                                              | Argento   | Bronzo                                                | Bronzo    |
| Evento      | Atleta                                           | Risultato | Atleta                                               | Risultato | Atleta                                                | Risultato |
| Individuale | Zemfira Meftajetdinova                           | 118       | Connie Schiller                                      | 116       | Diána Igaly                                           | 116       |
| A squadre   | Stati Uniti Deena Julin Kim Rhode Colleen Rumore | 337       | Ungheria Ibolya Gobolos Diána Igaly Erzsebet Vasvari | 333       | Italia Daniela Bolis Cristina Vitali Antonietta Zaino | 327       |

## Risultati juniores

### Uomini

#### Fossa olimpica
| Evento      | Oro                                                 | Oro       | Argento                                              | Argento   | Bronzo                                              | Bronzo    |
| Evento      | Atleta                                              | Risultato | Atleta                                               | Risultato | Atleta                                              | Risultato |
| Individuale | David Kostelecký                                    | 122       | Martin Davies                                        | 122       | Benjamin Kelley                                     | 122       |
| A squadre   | Italia Matteo Balloni Raffaele Erio Massimo Fabrizi | 354       | Slovacchia Mario Filipovic Peter Imberger Erik Varga | 353       | Australia Benjamin Kelley Brett Hall Damien Webster | 346       |

#### Doubletrap
| Evento      | Oro                                                         | Oro       | Argento                                                 | Argento   | Bronzo                                             | Bronzo    |
| Evento      | Atleta                                                      | Risultato | Atleta                                                  | Risultato | Atleta                                             | Risultato |
| Individuale | Emanuele Bernasconi                                         | 137       | Brett Hall                                              | 137       | Chris Kiernan                                      | 136       |
| A squadre   | Italia Emanuele Bernasconi Marco Innocenti Stefano Mezzetta | 402       | Stati Uniti Martin Davies George Harrison Chris Kiernan | 399       | Finlandia Joonas Olkkonen Hannu Uronen Rami Vainio | 393       |

#### Skeet
| Evento      | Oro                                                 | Oro       | Argento                                               | Argento   | Bronzo                                                       | Bronzo    |
| Evento      | Atleta                                              | Risultato | Atleta                                                | Risultato | Atleta                                                       | Risultato |
| Individuale | Stefan Seeberger                                    | 121       | Joshua Seidner                                        | 121       | Andrea Filippetti                                            | 121       |
| A squadre   | Stati Uniti Jason Hosford Joshua Seidner Mark Weeks | 353       | Gran Bretagna Richard Brickell Drew Harvey Robin Todd | 351       | Italia Rossano D'Annibale Andrea Filippetti Umberto Frontoni | 351       |

## Medagliere
Nazione ospitante
| Posiz. | Nazione     | Oro | Argento | Bronzo | Totale |
| ------ | ----------- | --- | ------- | ------ | ------ |
| 1      | Italia      | 5   | 2       | 1      | 8      |
| 2      | Stati Uniti | 3   | 2       | 3      | 8      |
| 3      | Australia   | 1   | 3       | 0      | 4      |
| 4      | Azerbaigian | 1   | 1       | 0      | 2      |
| 5      | Kuwait      | 1   | 0       | 0      | 1      |
| 5      | Romania     | 1   | 0       | 0      | 1      |
| 7      | Cina        | 0   | 1       | 1      | 2      |
| 7      | Ungheria    | 0   | 1       | 1      | 2      |
| 9      | Germania    | 0   | 1       | 0      | 1      |
| 9      | Spagna      | 0   | 1       | 0      | 1      |
| 11     | Finlandia   | 0   | 0       | 2      | 2      |
| 12     | Georgia     | 0   | 0       | 1      | 1      |
| 12     | Paesi Bassi | 0   | 0       | 1      | 1      |
| 12     | Rep. Ceca   | 0   | 0       | 1      | 1      |
| 12     | San Marino  | 0   | 0       | 1      | 1      |

## Medagliere juniores
Nazione ospitante
| Posiz. | Nazione       | Oro | Argento | Bronzo | Totale |
| ------ | ------------- | --- | ------- | ------ | ------ |
| 1      | Italia        | 3   | 0       | 2      | 5      |
| 2      | Stati Uniti   | 1   | 3       | 1      | 5      |
| 3      | Germania      | 1   | 0       | 0      | 1      |
| 3      | Rep. Ceca     | 1   | 0       | 0      | 1      |
| 5      | Australia     | 0   | 1       | 2      | 3      |
| 6      | Gran Bretagna | 0   | 1       | 0      | 1      |
| 6      | Slovacchia    | 0   | 1       | 0      | 1      |
| 8      | Finlandia     | 0   | 0       | 1      | 1      |